# (34988) 4222 T-3
4222 T-3 (asteroide 34988) é um asteroide da cintura principal. Possui uma excentricidade de 0.09908200 e uma inclinação de 9.72574º.
Este asteroide foi descoberto no dia 16 de outubro de 1977 por Cornelis Johannes van Houten e Ingrid van Houten-Groeneveld e Tom Gehrels em Palomar.